# Monte Isto
O monte Isto é o pico mais alto da Cordilheira Brooks, localizado no estado do Alasca, Estados Unidos. Situa-se na porção oriental da cordilheira, dentro das chamadas Montanhas Romanzof, aproximadamente 8 quilômetros ao sul do Monte Hubley, o segundo ponto mais elevado da mesma cadeia montanhosa.
O monte Isto encontra-se no interior do Refúgio Nacional de Vida Selvagem do Ártico e recebeu seu nome em 1966 em homenagem a Reynold E. "Pete" Isto, engenheiro civil do Serviço Geológico dos Estados Unidos (USGS).
Até 2014, acreditava-se que o ponto mais alto da Cordilheira Brooks fosse o Monte Chamberlin. No entanto, novas medições realizadas com tecnologia de sensoriamento remoto — em especial o método conhecido como Fodar — demonstraram que o monte Isto é, de fato, o cume mais elevado da região. Com essa reclassificação, o Monte Chamberlin passou a ocupar a terceira posição em altitude na cordilheira.